# Борзинский, Григорий Михайлович
Григорий Михайлович Борзинский (27 сентября [9 октября] 1866, Волынская губерния — неизвестно, неизвестно) — русский и советский военный  деятель, полковник (1911). Герой Русско-японской войны, участник Китайской войны, Первой мировой войны и Гражданской войны.

## Биография
Происходил из солдатских детей Волынской губернии.
В 1884 году после окончания Киевского военно-фельдшерского училища вступил в службу. В 1892 году после окончания  Киевского военного училища произведён в подпоручики и выпущен в Абхазский 160-й пехотный полк. В 1896 году  произведён в поручики, в 1900 году в штабс-капитаны.
С 1901 года участник Китайского военного похода, командир роты, был ранен. За боевые отличия в этой компании был награждён орденами  Святого Станислава 3-й степени с мечами и бантом, Святой Анны 3-й степени с мечами и бантом и 4-й степени «За храбрость».

С 1904 года участник Русско-японской войны, капитан 15-го Восточно-Сибирского стрелкового полка. В боях был контужен и ранен. Высочайшим приказом от 28 августа 1905 года за храбрость награждён Орденом Святого Георгия 4-й степени: 
За распорядительность и храбрость, упорную оборону вверенной позиции на Высокой горе с 12 октября по 16 ноября 1904 года и в особенности за отражение жестоких штурмов на эту гору 14 и 15 ноября причём потерял почти всю роту

Высочайшим приказом от 16 декабря 1907 года награждён Золотымм оружием «За храбрость»: 
За отличия и храбрость проявленные в делах против Японцев
В 1907 году произведён в подполковники, в 1911 году в полковники.  С 1914 года участник Первой мировой войны, командир 1-го батальона 106-го Уфимского пехотного полка. С 1915 года командир 107-го Троицкого пехотного полка.
После Октябрьской революции, служил в РККА, командовал бригадами Ржевского отряда и 1-й Витебской стрелковой дивизии. С 1918 года командир 17-й стрелковой дивизии.

## Награды
- Орден Святого Станислава 3-й степени с мечами и бантом (ВП 1902)
- Орден Святой Анны 3-й степени с мечами и бантом (ВП 1902)
- Орден Святой Анны 4-й степени «За храбрость» (ВП 1903)
- Орден Святого Станислава 2-й степени с мечами (ВП 1905)
- Орден Святой Анны 2-й степени с мечами (ВП 1905)
- Орден Святого Владимира 4-й степени с мечами и бантом (ВП 1905)
- Орден Святого Георгия 4-й степени (ВП 28.09.1905)
- Золотое оружие «За храбрость» (ВП 16.12.1907)
- Орден Святого Владимира 3-й степени с мечами  (ВП 05.10.1914)
- Монаршее Благоволение (ВП 17.01.1915)
- Монаршее Благоволение (ВП 06.05.1916)
- Монаршее Благоволение (ВП 19.05.1916)